# Faust: The Seven Games of the Soul
«Фауст: Семь ловушек для души» (англ. Faust: The Seven Games of the Soul) — компьютерная игра в жанре квеста. Игра повествует о некогда процветающем, а ныне заброшенном парке развлечений «Мир Грез», в таинственных событиях прошлого которого игроку необходимо разобраться. Игрок управляет Марселем Фаустом — престарелым чернокожим мужчиной, потерявшим память.
По мере развития сюжета открывается прошлое не только жителей парка развлечений, но и самого Марселя.

## Сюжет
Игра разделена на 8 частей — по главе на каждую из историй прошлого (вместе с своеобразным заключением-выводом) и финал, в котором игрок должен определить дальнейшую судьбу парка развлечений (либо игрок становится новым хозяином парка, либо его снесут). В зависимости от выбора игрока будет показана одна из двух концовок.

### Эпизод 1. Преступление на двоих
В центре эпизода — сиамские близнецы Лили и Джоди. За все время игры у сестер показано две подавляющие страсти — страсть к деньгам (девушки не гнушались собирать по ночам рассыпанную мелочь) и местному укротителю тигров Ганнибалу.
Мефистофель является каждой из сестер во сне, предлагая удовлетворить одну свою страсть за счёт другой (а именно: отказаться от Ганнибала в пользу сестры ради лотерейного билета с огромным выигрышем). Одна из сестер принимает предложения, другая — нет. Мефистофель, чтобы выполнить своё обещание, разделяет близнецов.
В финале истории более корыстная сестра убивает другую, скармливает её тело тиграм Ганнибала (что приводит к смерти тигров и ярости укротителя), а череп прячет на аттракционе-«ужастике» (один из черепов не был декорацией). После чего сдается в руки полиции.
О её дальнейшей судьбе (ни в жизни, ни после смерти) ничего не известно.

### Эпизод 2. Алхимик и Джин
В центре эпизода — пожилой английский джентльмен по имени Натаниэль Майстер, с утонченными манерами, хорошим образованием и тихим голосом. В его прошлом кроется тайна — он разрабатывал для войск союзников план секретной операции Сила Духа, для осуществления которой пришлось пожертвовать жизнью девушки (в игре не указан характер отношений между девушкой и джентльменом; герой однако вспоминает о ней с болью и жалостью).
Предложение Мефистофеля, которое было отвергнуто, заключалось в предоставлении герою вечной жизни и возможности узнать любые тайны природы.
Позднее Натаниэль занялся созданием Гомункула. В своей записке-руководстве он предполагает, что «должно быть уже сводит с ума целую бригаду психиатров». Игроку необходимо завершить начатое и пробудить к жизни это существо. Впоследствии Гомункул несколько раз приходит на помощь игроку, а также может давать подсказки по ходу игры.

### Эпизод 3. Тень Казановы
Эпизод рассказывает о молодом художнике по имени Фрэнк Барнс. Будучи талантливым художником, Фрэнк питал сильную слабость к женщинам. Однако, его попытки к успеху не приводили. В отчаянии, художник согласился на сделку с Мефистофелем — любая женщина будет его, как только Фрэнк пожелает. Взамен он напишет картину, которая станет его шедевром, однако после этого его талант иссякнет.
Мефистофель не просто дал Фрэнку талант непревзойденного соблазнителя, но и наделил его даром телепатии. Молодой человек понял, что все женщины хотели его, но ни одна из них его не любила. Не выдержав, Фрэнк попытался покончить жизнь самоубийством, сгорев заживо. Мефистофель, однако, предотвращает эту попытку (цели Мефистофеля станут ясны в седьмом эпизоде игры).
Лицо художника навсегда остается изуродовано ожогами.

### Эпизод 4. Призрачный любовник
Главная героиня эпизода — русская эмигрантка Калинка Высотски. Работала в парке художником и модисткой. Была объектом весьма навязчивого внимания Ганнибала, чем вызывала раздражение Лили и Джоди. Позже стала тайной женой Фрэнка Барнса и родила ему сына Алексея. В своих заметках директор парка говорит «внезапно я понял — у Мефистофеля никогда не было детей!» Возможно, он намекал что истинный отец Алексея — Мефистофель. По ходу игры не показано, чтобы сам Мефистофель хоть раз бы предлагал Калинке какую-либо сделку.

### Эпизод 5. Тигриная натура
Эпизод рассказывает про человека по имени Ганнибал, работающего в «Мире Грез» укротителем тигров. Ганнибал имел склонности к насилию, выпивке, азартным играм и шовинизму. Постоянно занимал денег у сиамских сестер, и был крупно должен мафии. Был, по всей видимости, расистом, однако в детстве (по заметкам Теодора) водил тесную дружбу с негром, привившем тому любовь к джазу. Больше всего любил своих тигров. Согласился на предложение Мефистофеля — за 1 доллар навеки стать неподвластным человеческим законам и неподсудным человеческим судам, а также иметь возможность делать все, что угодно с любым, кто окажется слабее него. Коварный демон превратил Ганнибала в тигра (а точнее — в тигрицу).

### Эпизод 6. Робин Гуд в метр ростом
Главный герой эпизода — карлик благородного происхождения. Брошенный богатыми и знатными родителями из-за своего роста, был воспитан цыганами. В парке «Мир Грез» выступал с акробатическими номерами. Основал подпольный приют для сирот, ради содержания которого занялся бутлегерством. Был объектом постоянных нападок и шантажа Ганнибала. В конце концов заключил сделку с мафией — выиграл в покер карточные долги Ганнибала. В лице мафии выступил сам Мефистофель, однако прямых сделок между Тодом и Мефистофелем не было. В одной из концовок игры Тод идет по зелёным холмам и дразнит летящего рядом Гомункула «херувимчиком».

### Эпизод 7. Шедевр Жизели
В центре эпизода — молодая женщина по имени Жизель. Став очевидцем гибели своих родителей от голода, девочка перенесла глубокую психическую травму. С тех пор она непрерывно ела, что в конечном счёте привело её к тяжелейшему ожирению (в игре указан вес Жизель — 550 фунтов). Одинокая, добрая и очень наивная, Жизель работала в парке в шоу уродцев с номером «самая толстая в мире женщина принимает ванну». По неуказанным причинам, Жизель познакомилась с Мефистофелем и завоевала его любовь и заботу. Демон помог девочке дважды: подарил ей часы, показывающие дату её смерти (Жизель тосковала по родителям), а также научил как сделать из её уродливого тела шедевр. Фрэнк, герой 3-го эпизода, снимал с девочки её кожу, чтобы нарисовать на ней шедевральную картину, изображающую богиню Иштар. Очевидно, Жизель умерла вскоре после описываемых событий из-за остановки сердца.

### Эпилог
Эпилог подводит итог истории Теодора Мора — владельца и основателя «Мира Грез». Ранее по ходу игры уже были даны некоторые подсказки и намеки. Как становится известно, все загадочные и таинственные события в парке аттракционов — результат сделки между Теодором и Мефистофелем. Мефистофель делает парк популярным, в обмен на это Теодор займет место демона-искусителя, давно мечтающего о покое. Игроку предоставляется выбор: занять место Теодора и спасти парк от разрушения, либо же продать парк аттракционов, тем самым позволив снести его.
Также открывается история самого Марселя Фауста — он оказывается ангелом, позволившем Мефистофелю помочь Жизель, тем самым нарушив небесные правила. В наказании за это Фауст был лишен памяти и послан на землю, чтобы разобраться с судьбами жителей парка.
Примечательно, что в игре не указано напрямую, — куда попадает кто из персонажей: в ад, рай или чистилище

## Soundtrack
Год выпуска диска: 1999 

Издатель альбома: Universal Jazz Music France
Трек-лист:
1. Shinju Gumi — Ghost World
2. Mel Torme — Hit the Road to Dreamland
3. Marvin Gaye — Nature Boy
4. Stan Getz — Nature Boy
5. Sarah Vaughan — Dreamsville
6. Margaret Whiting — Why Do I Love You
7. Lee Konitz — The Daffodil’s Smile
8. Gerry Mulligan — Feeling Good
9. Hazy Osterwald Sextet — Kriminal Tango
10. John Lee Hooker — Worried Life Blues
11. Clyde McCoy[англ.] — Sugar Blues
12. Jorge Bolet (Franz Liszt) — Mephisto Waltz № 1
13. Presence — Far Far Away From My Heart